# Pierre Fichet
Pour les articles homonymes, voir Pierre Fichet (homonymie).
Pierre Fichet, né le 10 août 1927 à Paris et mort le 8 janvier 2007 à Poissy, est un artiste peintre et graveur français. Appartenant au courant abstrait de l'École de Paris, son atelier était situé dans la cité d'artistes du Bateau-Lavoir, au 13, place Émile-Goudeau, dans le 18e arrondissement de Paris.

## Biographie
Pierre Fichet appartient à la seconde génération abstraite d’après-guerre. Peintre de l’abstraction lyrique, sa première œuvre abstraite date de 1947.
Il a participé à de nombreuses manifestations collectives et personnelles à partir des années 1950.
En 1952: première exposition à la maison des Beaux-arts de Paris.
En 1954: première exposition de toiles abstraites à la galerie Arnaud, Paris où il expose jusqu'en 1969.
En 1959, il devient "membre observateur" du GIAP, groupe international d'architecture prospective, fondé par Michel Ragon avec Yona Friedman, Paul Maymont, Georges Patrix et Nicolas Schöffer.
Le GIAP se propose de « Réunir les chercheurs, dans le domaine de l'architecture et de l'urbanisme. Créer un lien entre ceux-ci, à une échelle internationale. Organiser des expositions de leurs œuvres et toute manifestation susceptible de rendre leurs travaux publics ».
La peinture de Pierre Fichet est une peinture gestuelle, recherchant l’immédiate expression, la sensation « piégée », qu’il obtient par l’utilisation d’une gamme limitée de noirs, de gris, de blancs souvent éclairés par quelques coulures de couleur vive.
La spiritualité, le sacré, ont constamment imprégné son œuvre tout au long de sa carrière.
Pierre Fichet est mort le 8 janvier 2007. Ses obsèques ont été célébrées le 13 janvier 2007 en l’église Saint-Léonard de Croissy-sur-Seine (Yvelines).

## Œuvres

### Peintures
- Chemin de croix, quatorze peintures[4].

### Contributions bibliophiliques
- Pierre Fichet, Le jugement de Pâris, livre d'artiste en sérigraphie, 125 exemplaires numérotés, Éditions Del Arco, Paris, 1994.
- Pierre Fichet, Les égarements de Monsieur Pythagore, livre d'artiste en sérigraphie, 125 exemplaires numérotés, Éditions Del Arco, Paris, 2000.

### Décors pour la scène
- Le Roi Lear de William Shakespeare, Grenier de Toulouse, 1966.
- Ballet Espaces, Festival Messidor, Toulouse, 1969.

## Expositions

### Expositions personnelles
- Maison des beaux-arts, Paris, 1952.
- Galerie Arnaud, Paris, 1954, 1955, 1956, 1958, 1959, 1969, 1963, 1965, 1967, 1969.
- Galerie Saint-Laurent, Bruxelles, 1955.
- Galerie de la Citadelle, Ascona, 1956.
- Galerie L'Atelier, Toulouse, 1965, 1968.
- Galerie Alice Julliard, Versailles, 1965.
- Galerie Protée, Toulouse, 1971, 1973, 1978, 1985.
- Château du Tremblay (Yonne), 1971.
- Galerie Regard, Paris, 1976, 1978, mars 1980.
- Galerie Convergence, Nantes, 1978, 1981.
- Galerie Gilles Corbeil, Montréal, 1978.
- Galerie Candela, Cannes, 1979.
- Maison de la culture, Chelles, 1981.
- Galerie Protée, Paris, 1982, 1985, novembre-décembre 1988, 1990, 2001, 2005.
- Gaalerie Arts et lettres, Saint-Nazaire, 1985.
- Galerie Bellecour, Lyon, 1986.
- Galerie Olivier Nouvelet, Paris, 1987, 1993, 1996, 1998, 2000, 2010.
- Galerie du Manoir, La Chaux-de-Fonds, 1988, 1996.
- Galerie Stenbock Fermor, Gand, 1989.
- Musée de Sarrelouis, 1990.
- Galerie Morone, Milan, 1991.
- Pyramide Pernod, Créteil, 1991.
- Galerie Point Rouge, Paris, 1991, 1992.
- Galerie Le Navire, Brest, 1991.
- Galerie Van der Planten, Anvers, 1992.
- Galerie du Manoir, Lausanne, 1995.
- Pierre Fichet - Chemin de croix, abbaye d'Essômes, septembre 2008[5].
- Maison des Princes, Pérouges, juin-septembre 2009.
- Galerie Bertrand Trocmez, Clermont-Ferrand, novembre-décembre 2011.
- Prieuré d'Airaines, mai-septembre 2014[6],[7].

### Expositions collectives
- Salon des indépendants, Paris, de 1948 à 1954.
- Salon des réalités nouvelles, Paris, à partir de 1952.
- Groupe Divergence , galerie Arnaud, 1954, 1955, 1956, 1957, 58.
- Éloge du petit format, Galerie La Roue, Paris, 1955.
- Dix-neuf peintres français, Kunsthalle, Mannheim, 1955.
- Cinquante ans de peinture abstraite (présentation de Michel Seuphor), Galerie Creuze, 1957.
- Galerie Parnass, Wuppertal, 1957.
- Biennale de Paris, Musée d'art moderne de la ville de Paris, 1959[8].
- Sens plastique - Aspects de l'art contemporain - Pierre Alechinsky, Frédéric Benrath, Gianni Bertini, Corneille, Pierre Fichet, Pierre Gastaud, Hans Hartung, Ladislas Kijno, Bernard Rancillac, Michel Tyszblat, Université de Caen, 1960.
- Exposition du Prix Lissone, Italie, 1960, 1963.
- De la rive droite à la rive gauche - Mogens Andersen (en), Martin Barre, Peter Brüning, Jacques Busse, Jean Clerté, Jean Cortot, Pierre Dmitrienko, Joe Downing, Luis Feito (es), Pierre Fichet, Pierre Gastaud, Jacques Germain, James Guitet, François Jousselin, John-Franklin Koenig, Joseph Lacasse, Pierre-César Lagage, Pierre Lahaut, Key Sato et Léon Zack, musée de Verviers, 1962.
- Promesses tenues - Robert Lapoujade, Pierre Fichet, Olivier Debré, Roger-Edgar Gillet, Yasse Tabuchi, Robert Wogensky, Gustave Singier, Kumi Sugaï, Mario Prassinos, Jean Messagier, Paul Rebeyrolle, musée Galliera, Paris, septembre-octobre 1965.
- Biennale de Menton (Alpes-Maritimes), 1966.
- Une aventure de l'art abstrait, Musée Galliera, Paris, 1967.
- Foire internationale d'art contemporain, Grand Palais, Paris (stand Galerie Protée, Paris), octobre 1985 ; "Le silence et le cri" (avec : Abboud, Benanteur, Bernois-Rigal, James Guitet, Gardair, Pistre, Léon Zack, Jan Meyer, Bengt Lindström, Georges Mathieu, André Marfaing, Orlando Pelayo, Maurice Rocher et Roulin), 1986.
- Salon d'automne, Paris, 1986, 1989, 1991[9].
- L'abstraction, présence et permanence - Frédéric Benrath, Olivier Debré, Natalia Dumitresco, Pierre Fichet, James Guitet, Alexandre Istrati, René Laubiès, André Marfaing, Gérard Schneider, abbaye de Lunan et centre René-Maheu, Toulouse, 1979[10].
- Abstraction lyrique - François Arnal, Jean-Michel Atlan, Claude Bellegarde, Solange Bertrand, Camille Bryen, Chu Teh-Chun, Olivier Debré, René Duvillier, Pierre Fichet, Jacques Germain, Roger-Edgar Gillet, Hans Hartung, Paul Jenkins, John-Franklin Koenig, Georges Mathieu, Jean Messagier, Jean Miotte, James Pichette, Gérard Schneider, Pierre Soulages, espace Belleville, Paris, décembre 1987 - janvier 1988[11].
- FIAC (stand galerie Protée), Paris, 1990.
- Albert Féraud et Pierre Fichet, Galerie Pluriels, Deauville, 1991.
- Étoiles de la peinture - Valerio Adami, Pierre Fichet, Jean-Paul Mareschi, Antonio Segui, Giangiacomo Spadari, Maison des Centraliens, Paris, 1992.
- Lienart Art Fair, Gand, 1992.
- La nouvelle École de Paris, 1941-1965, Centre d'art contemporain de l'abbaye de Beaulieu-en-Rouergue, Ginals, juin-septembre 2002.
- L'envolée lyrique - Paris, 1945-1946 - Albert Bitran, Pierre Fichet, Oscar Gauthier, James Guitet, Simon Hantai, Pierre Soulages, Léon Zack, Zao Wou-Ki, Musée du Luxembourg, Paris, mai 2006[12],[13].
- Peintres abstraits des années 1950 - Roger Bissière, Albert Bitran, artiste, Jacques Doucet, Pierre Fichet, Serge Poliakoff, Yasse Tabuchi, Les Abattoirs, Toulouse, 2007.
- Atila Biro, Edward Baran, Olivier Debré, Bertrand Dorny, Natalia Dumitresco, Pierre Fichet, Josep Grau-Garriga, Paul Jenkins, Hachiro Kanno, John-Franklin Koenig, André Lanskoy, Robert Malaval, Anne Walker, espace d'art contemporain du Salon national des antiquaires, parc des expositions d'Angers, 2009.
- Albert Féraud et Pierre Fichet, abbaye de Saint-Florent-le-Vieil, septembre-octobre 2010.
- Huguette Arthur-Bertrand et Pierre Fichet, Galerie Olivier Nouvelet, mai-juin 2012.
- Trentième anniversaire de la galerie : un regard sur l'abstraction lyrique, galerie Bertrand Trocmez, Clermont-Ferrand, novembre-décembre 2013.
- Regard sur l'abstraction, 1933-1960 - Huguette Arthur-Bertrand, Roger Desserprit, Pierre Fichet, Oscar Gauthier, Jean Hélion, Ivan Kawun, Espace des Établissements Wolfberger (avec la galerie Bernard Trocmez), Strasbourg, mars 2014.

## Citations

### Dits de Pierre Fichet
- « En 1952… on comptait environ trois ou quatre galeries parisiennes acceptant d'exposer des œuvres de peintres abstraits. Toutes les autres, fort nombreuses, refusaient ces galeux que dans le meilleur des cas, on qualifiait de “décorateurs”. Cette haine nous apportait un avantage : celui qui voyait dans la profession de peintre un moyen de faire carrière et de s'enrichir en vendant ses œuvres, renonçait à être abstrait. Vers la fin des années 1950, lorsque l'abstraction sera plus respectée, sinon plus aimée, et que certaines vedettes de cet art auront Rolls, somptueuses maisons de campagne et grand train de vie, on verra une foule de peintres se convertir; il en est toujours ainsi je crois, mais à l'époque, il fallait y croire pour persister… » - Pierre Fichet[14]

### Réception critique
- « ...Une liberté accrue du geste et une imagination lyrique de l'étendue picturale… L'intégration rythmique est achevée, l'espace aménagé dans sa totalité. L'art de Fichet, échappant aux découpages systématiques et aux effeys de plans successifs, y gagne en intensité et en profondeur. » - Pierre Restany[15]
- « Fichet s'exprime par le truchement d'une calligraphie brève ou prolongée qui scinde l'espace et provoque de vives tensions, mues par une austère spiritualité. » - Gérard Xuriguera[16]
- « Cet artiste autodidacte, qui n'a cessé de chercher à travers la peinture l'expression d'un idéal, s'est tôt constitué un langage abstrait particulier, en ses grandes compositions lyriques témoignant d'une inspiration religieuse tout à fait personnelle dans les années 1950-1960. Ses créations des années 1980 sont beaucoup plus gestuelles et colorées. » - Gérald Schurr[17]
- « Un jansénisme constant induit une rigueur et une structure dans des compositions qui s'ouvrent à une certaine sensualité. Sa peinture se libère, ose des contrastes colorés et des décentrages qui suggèrent une dramatisation. La surface présente des failles, des ourlets, des balayages généreux, et, sans renoncer à une fermeté d'écriture, s'offre à des aplats nourris de tracés nuancés, d'empâtements, de longues coulées et de barres, rouge sang, noir sur des blancs immaculés. » - Lydia Harambourg[18]

## Conservation

### Collections publiques
- Préfecture de l'Orne, Alençon, Tristan, huile sur toile 175x310cm, 1981 (dépôt des Fonds régionaux d'art contemporain)[19].
- Fort de Brégançon, Bormes-les-Mimosas, Hommage à Jean Mermoz, huile sur toile 160x250cm, 1969 (dépôt du Centre national des arts plastiques)[20].
- Musée des beaux-arts de Brest.
- Palais des beaux-arts de Lille[21].
- Musée des beaux-arts de Nantes :
  - Les disciples d'Emmaüs, huile sur toile 38x95cm, 1956[22] ;
  - Sans titre, burin 19,4x27cm, vers 1958[23] ;
  - Sans titre, aquarelle et gouache 7x24cm, 1963[24] ;
  - Vœux 1966, estampe 13,8x9,8cm, 1966[25] ;
  - Vœux 1967, estampe 10x13,6cm, 1967[26] ;
  - Vœux 1968, gouache 12x15cm, 1968 [27] ;
  - 19-75, huile sur toile, 1975[28].
- Direction générale des impôts, Paris, Sans titre, huile sur toile 150x195cm, 1985 (dépôt du Centre national des arts plastiques)[29].
- Musée d'art moderne de la ville de Paris :
  - Composition, huile sur toile 162x114cm, 1956[30] ;
  - Composition, huile sur toile 162x97cm, 1959[31].
- Mobilier national, Paris, tapisserie de la Manufacture de Beauvais.
- Musée national d'art moderne, Paris.
- Fonds national d'art contemporain, Puteaux, onze encres sur papier aux formats 76x56cm (6), 66x50cm (2) et 75x52cm (3)[32].
- Fonds régional d'art contemporain, Rouen.
- Les Abattoirs, Toulouse, Un moine en prière, huile sur toile 195x130cm, 1961 (dépôt du Musée des Augustins de Toulouse)[33].

### Œuvres monumentales
- Lycée technique d'Auch, mosaïque.
- Lycée de Blois, sculpture monumentale.
- Hôpital Saint-Antoine, Paris, fresque murale de l'amphithéâtre.

### Collections privées
- Georges Boudaille.